# Chevrolet Volt
El Chevrolet Volt es un vehículo eléctrico de autonomía extendida desarrollado por General Motors lanzado en Estados Unidos en diciembre de 2010. Las entregas en Canadá iniciaron en septiembre de 2011 y en el mercado europeo en febrero de 2012. El Volt también fue vendido como Holden Volt en Australia, y como Opel Ampera o Vauxhall Ampera en Europa. La familia Volt/Ampera fue el vehículo híbrido eléctrico enchufable más vendido en el mundo hasta 2018. Las ventas del Volt fueron lideradas por los Estados Unidos.
El Volt funciona con un motor de gasolina de cuatro cilindros y 1.4 litros de cilindrada y un motor eléctrico de 111 kW (150 CV) de potencia. No obstante, la compañía ha evitado el uso del término «híbrido», prefiriendo llamarlo «vehículo eléctrico de autonomía extendida» debido a su diseño.
La particularidad de este vehículo radica en que el motor de gasolina no mueve el coche de forma directa, sino que está unido a un generador de 53 kW que carga la batería cuando se está agotando, por lo que el coche siempre es propulsado por el motor eléctrico. La batería de iones de litio, tiene una capacidad de 16,5 kWh, de los que sólo 10,9 kWh son aprovechables debido a que nunca se carga más del 85% y nunca se descarga del todo, puesto que al bajar de un cierto nivel empieza a cargarse con el motor de combustión interna.
El modelo de 2013 consiguió una autonomía sólo eléctrica EPA de 38 millas (61 km).
La autonomía total con un depósito de gasolina lleno y las baterías cargadas fue de 380 millas (612 km).
Dispone de 4 plazas debido a la disposición longitudinal de las baterías.

## Especificaciones
El modelo de serie es bastante diferente del concept car original. GM adujo que se necesitaron cambios aerodinámicos para bajar el coeficiente aerodinámico Cd de 0,43 hasta el más eficiente de 0,28, El Toyota Prius tiene un Cd de 0,25 y el Tesla Model S de 0,24.

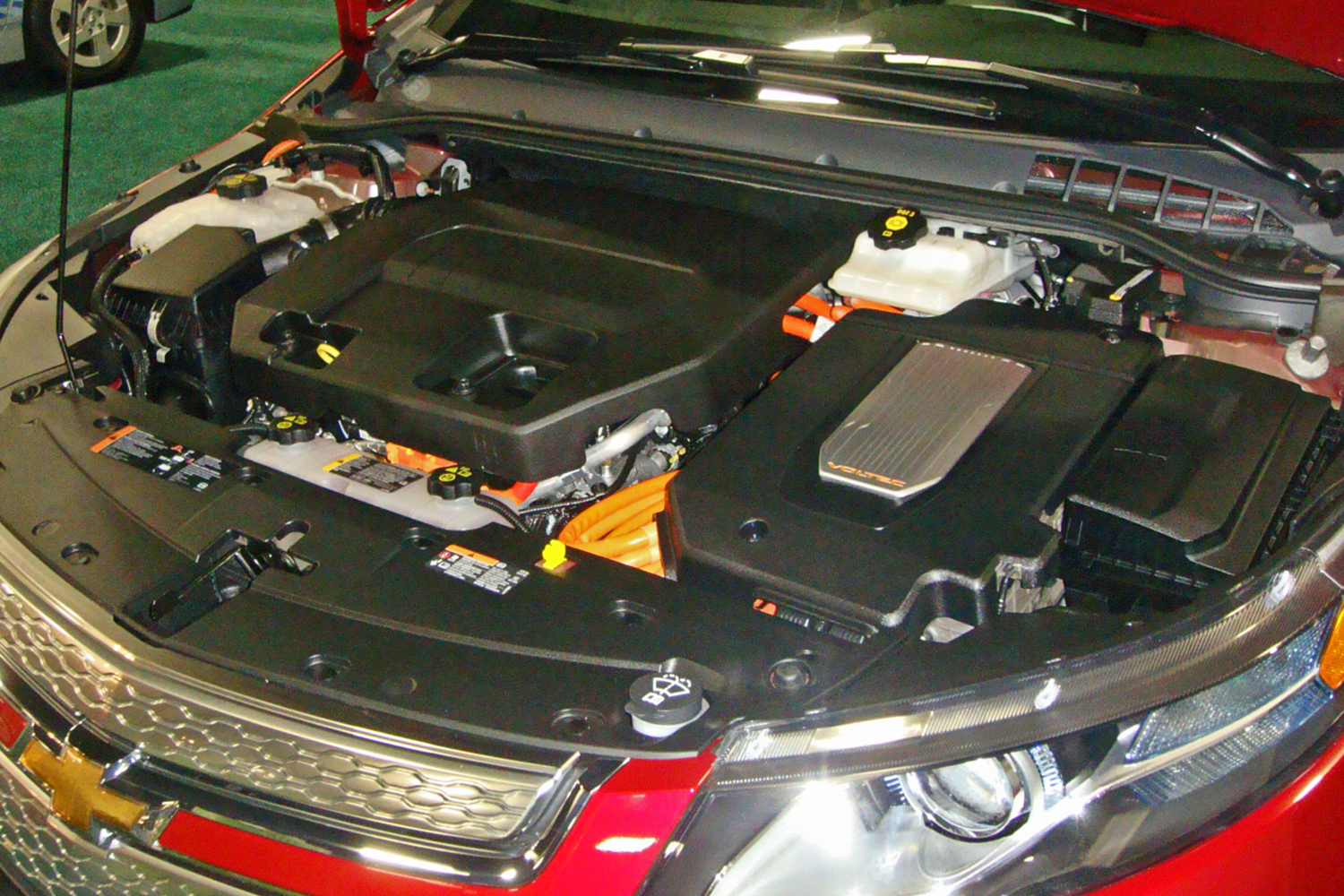
Lado derecho: inversor de potencia sobre el motor eléctrico de tracción. Lado izquierdo: Motor de gasolina usado como generador para mantener la carga de la batería.

El Chevrolet Volt de 2011 tenía un paquete de baterías de iones de litio de 16 kWh (10,4 kWh usables) y 45 Ah. Se podía cargar enchufando el coche a una toma eléctrica doméstica de 120V-240V usando el cable SAE J1772 suministrado. No era necesario el uso de un punto de recarga externo.

### Sistema de propulsión

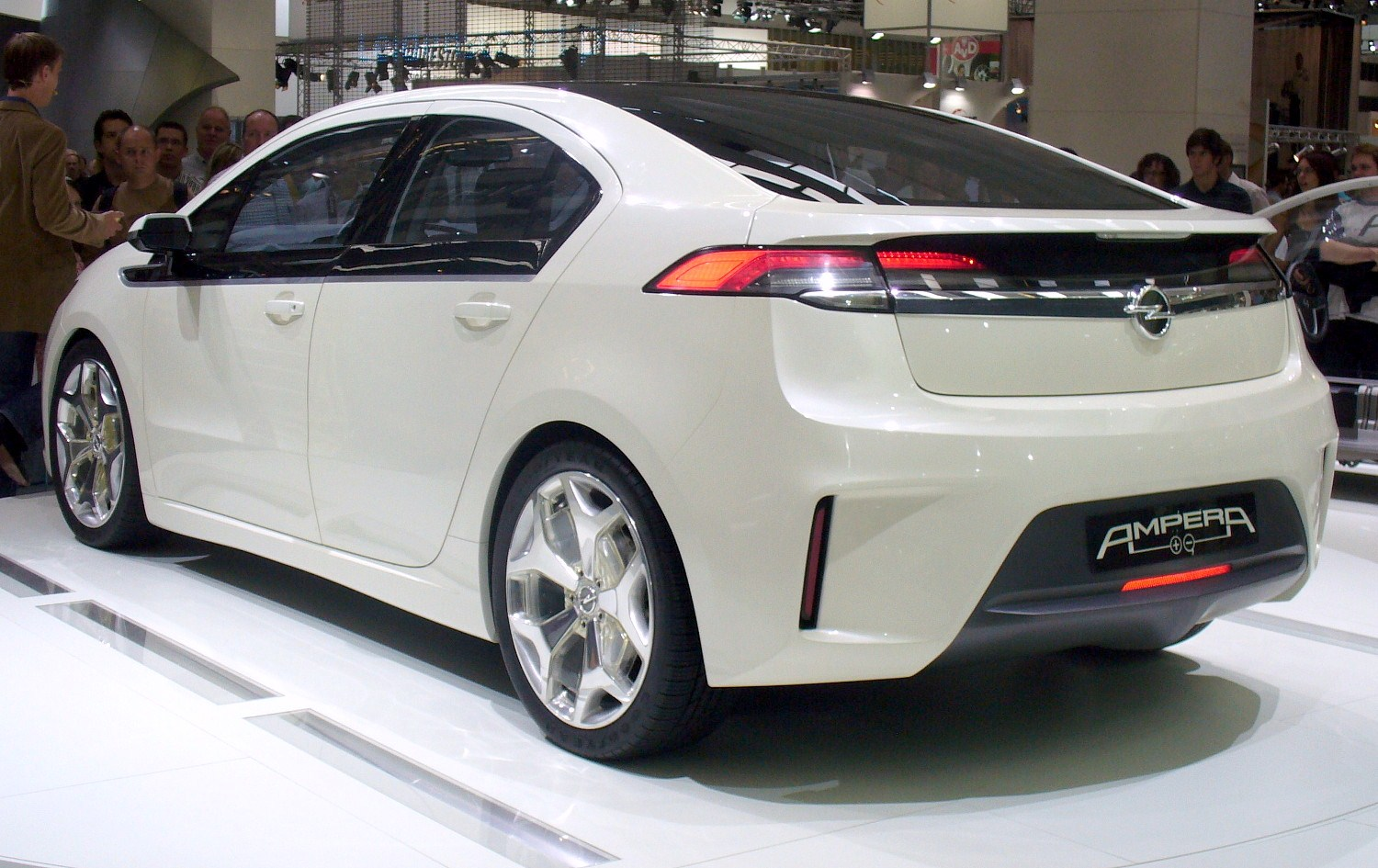
Opel Ampera

El Volt es propulsado por un motor eléctrico de 111 kW (151 CV) con un par motor máximo de 370 N·m.
La capacidad del paquete de baterías se incrementó a 16,5 kWh (10,9 kWh disponibles) en el modelo de 2013. Esto incrementó la autonomía eléctrica de 35 mi (56 km) a 38 mi (61 km).
Para el modelo de 2015 la capacidad del paquete se incrementó hasta 17,1 kWh.
Al conducirlo cuando la batería baja de un cierto nivel de carga se pone en funcionamiento un pequeño motor de gasolina de 1,4 litros, aspirado, de 4 cilindros de la familia GM 0 de 80 HP (81 CV), que mueve un generador eléctrico de 55 kW para extender la autonomía del Volt.
El vehículo dispone de un sistema de freno regenerativo que recupera energía cinética en las deceleraciones y la convierte en energía eléctrica que inyecta en la batería.
La energía eléctrica creada por el generador se manda principalmente al motor eléctrico y el resto a las baterías dependiendo del estado de carga SOC y de la demanda de potencia del conductor.
El Volt precisa gasolina de 91 octanos como mínimo para permitir una compresión de 10,5:1 en el motor con el fin de adelantar el avance del encendido y maximizar la eficiencia. Así la mejora entre un 5% y un 10% con respecto a un motor de gasolina normal.
Los conductores que conducen siempre en modo eléctrico podrían tener problemas de mantenimiento causados por almacenar la misma gasolina en el depósito durante meses. El Volt de 2011 tenía un depósito de combustible sellado y presurizado para evitar la evaporación. Antes de abrir el tapón había que despresurizar el depósito.
El sistema de gestión del motor monitoriza el tiempo de funcionamiento y sugiere al conductor que exceda la distancia máxima de modo eléctrico para consumir algo de gasolina antes de recargar. Si el conductor no usa la gasolina el sistema entrará en modo de mantenimiento para gastar algo de gasolina vieja y mover los fluidos del motor de gasolina.
Técnicamente el sistema de propulsión Voltec tiene 3 elementos de potencia:
- Motor/generador eléctrico primario. Proporciona buena aceleración para conducir a baja velocidad y genera electricidad con el sistema de freno regenerativo. La potencia máxima es de 111 kW (151 CV)
- Motor/generador eléctrico secundario. Funciona principalmente como generador y es capaz de producir 55 kW. Cuando es necesario actúa como motor asistiendo al motor eléctrico primario.[20]
- Motor de combustión interna de 63 kW[21] que se arranca cuando las baterías bajan de un cierto nivel de carga.

Estas unidades están conectadas a un engranaje planetario y 3 embragues hidráulicos controlados eléctricamente que proporcionan la propulsión en cualquiera de los 4 modos de operación programados:
1. Un motor eléctrico. El motor primario funciona sólo con la energía del paquete de baterías. La potencia máxima es de 111 kW (151 CV).
2. Motor eléctrico dual. A velocidades más altas el motor secundario se engrana a través del planetario de manera que reduce la velocidad del motor primario. Esto mejora la eficiencia y la autonomía del sistema combinado sin incrementar la potencia máxima.
3. Modo extendido de un motor. La batería baja por debajo de un mínimo de carga y se arranca el motor de gasolina que mueve el motor secundario funcionando ahora como generador para mantener el nivel de carga de la batería. El motor primario puede proporcionar sus 111 kW (151 CV) en aceleraciones cortas, pero no de forma sostenida.
4. Modo extendido dual. Los motores eléctricos se usan un configuración dual incrementando la eficiencia a velocidades altas. Adicionalmente el motor de gasorina contribuye a la propulsión a través del engranaje planetario.

El sistema de propulsión del Volt le permite operar como un coche eléctrico de baterías hasta que la capacidad del paquete de baterías cae por debajo de un determinado nivel. Entonces comienza a operar como un híbrido serie en el que el motor de gasolina mueve un generador que mantiene un nivel de carga mínimo en la batería y proporciona potencia a los motores eléctricos. La recarga total de la batería sólo se produce al conectar el coche a un enchufe de la red eléctrica.

En este modo serie por encima de 38 mi (61 km) y con una carga moderada el motor de gasolina puede engranarse mecánicamente a la salida de la transmisión para asistir a los dos motores eléctricos en el movimiento de las ruedas. En este caso el Volt opera como un híbrido paralelo.
Cuando se agota la autonomía eléctrica el Volt está programado para elegir el modo de conducción más eficiente.
El conductor puede elegir 3 modos de conducción: normal, sport y mountain.
El modo mountain usado para condiciones extraordinarias de demanda de potencia, sube el nivel mínimo de carga de la batería (SOC) hasta el 45% para mantener las prestaciones en fuertes subidas. El conductor oirá más ruido del motor al girar a más revoluciones para mantener ese modo.
EL modo sport hace que el motor gire a más revoluciones y la respuesta del acelerador es más rápida.
El Opel Ampera tiene una opción adicional: "City Mode" o "battery hold", permite guardar la energía de la batería para usarla más tarde en áreas urbanas o zonas restringidas.
El Chevrolet Volt de 2013 también incluye la opción Hold.

### Batería

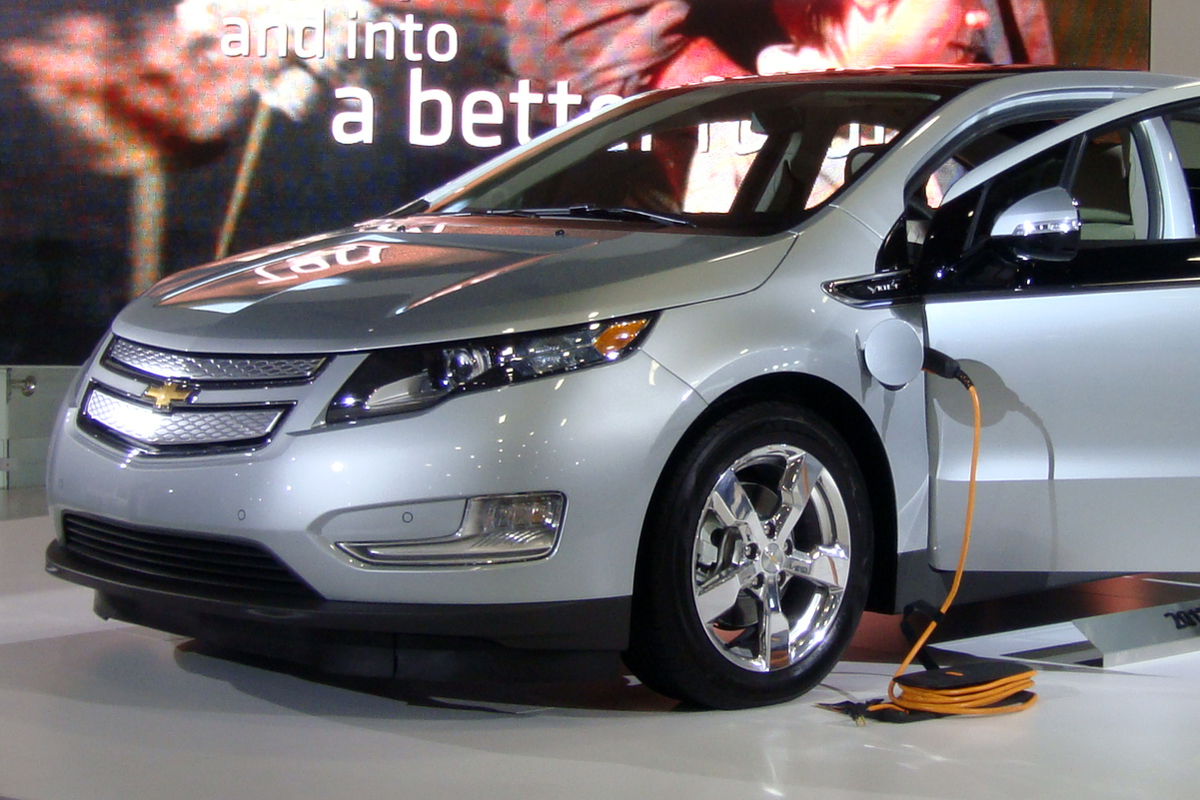
Conector para el cargador en el lado izquierdo del Volt con el cable de carga.

El paquete de baterías de iones de litio del Volt de 2011 pesa 197 kg. Consiste en 288 células distribuidas en 9 módulos. Unas estructuras plásticas contienen pares de células de iones de litio que se alternan con láminas de aluminio a modo de sandwich que actúan como disipador de calor. El diseño y construcción de las lámina de aluminio fue crítico para asegurar una distribución uniforme del calor para que no hubiera puntos calientes en la célula plana rectangular. El paquete de baterías tiene su propio circuito de refrigeración similar al del motor, pero independiente de este.
Para los modelos de 2011/2012 el paquete de baterías tenía una capacidad de 16 kWh, pero el sistema de gestión de energía permitía el uso de sólo 10,3 kWh para maximizar la vida del paquete. Por esa razón el paquete nunca se carga completamente ni se permite que se descargue completamente. El software sólo permite que la batería trabaje dentro de una ventana del 65% del nivel de carga (SOC). El nivel mínimo de carga depende de las condiciones de operación. Cuando se requiere más potencia, como en el modo mountain, el nivel mínimo se eleva a 45% para garantizar que hay suficiente potencia disponible.
Para el modelo de 2013 la capacidad del paquete de baterías se incrementó hasta 16,5 kWh y la ventana de aprovechamiento se elevó hasta 10,8 kWh.
Debido a que las baterías son sensibles a los cambios de temperatura, el Volt tiene un sistema de gestión térmica que monitoriza y mantiene la temperatura de las baterías para su óptimo rendimiento y durabilidad. Cuando está enchufado la batería es fiable desde −13 °F (−25 °C) hasta 122 °F (50,0 °C).
El paquete de baterías puede ser calentado o enfriado. En temperaturas frías el refrigerante es calentado eléctricamente durante la recarga o la conducción para proporcionar la máxima potencia. En temperaturas altas el líquido refrigerante se enfría usando el sistema de aire acondicionado del vehículo.
La batería del Volt está garantizada por General Motors por 8 años o 100 000 millas (160 934 km), y cubre los 161 componentes del paquete.
GM calcula que las baterías del Volt se degradarán entre un 10% y un 30% después de 8 años o 100 000 millas (160 934 km).
GM ha presentado una patente que permitiría a los técnicos recuperar de forma rápida y barata algunas prestaciones de los paquetes gastados.
El sistema de gestión de la batería realiza más de 500 diagnósticos cada décima de segundo para hacer un seguimiento en tiempo real. El 85% son para que el paquete funcione con seguridad y el 15% para monitorizar las prestaciones y la vida de la batería.
El Volt usa la especificación de conector SAE J1772 publicada en 2009, que es considerada un estándar para los coches eléctricos en Norteamérica.
Dependiendo de las preferencias del usuario una carga completa tardaría 10 horas a 12A o 14 horas a 8A en una toma de corriente de 120V y 15A habitual en Estados Unidos. En una toma de 240V tardaría unas 4 horas.
El Volt viene con un cable de recarga de 20 pies (6,1 m) adecuado a los enchufes del país en que se venda.
Una vez que está enchufado, la recarga se puede controlar remotamente desde una aplicación para teléfono smartphone.

## Autonomía y consumo de combustible

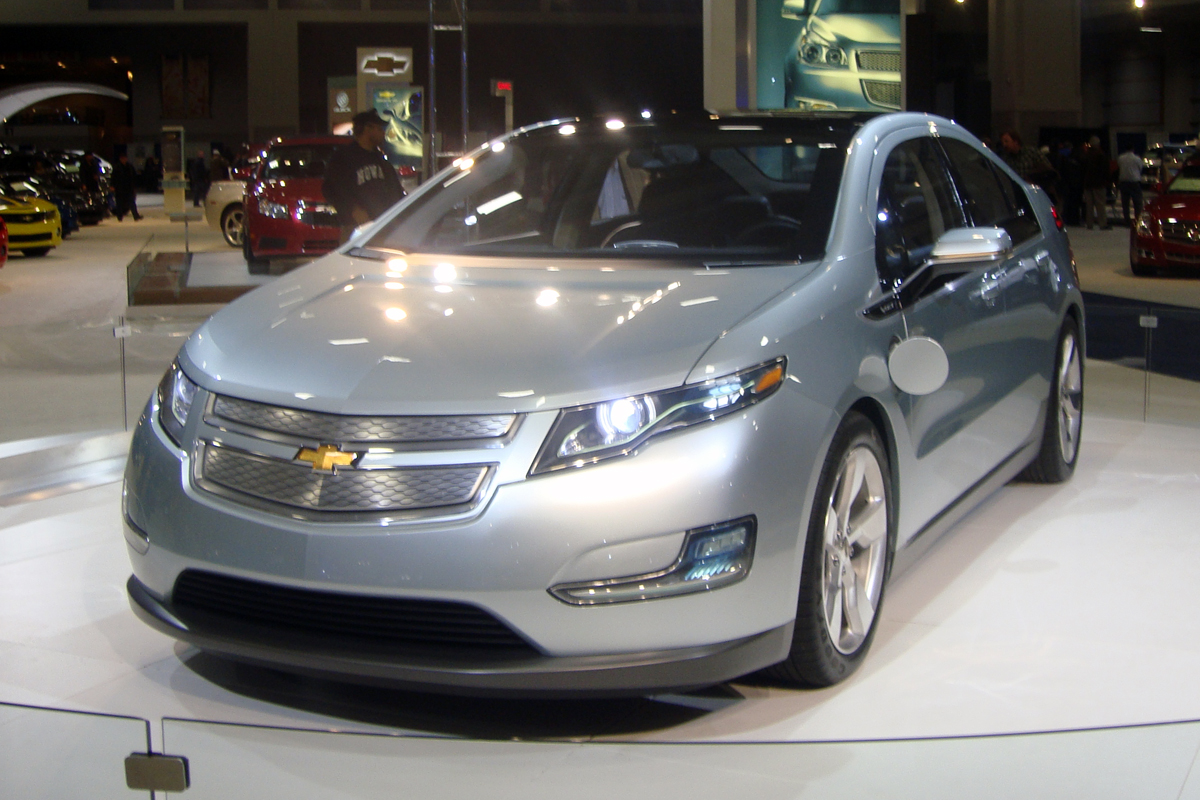
Vista frontal del Chevrolet Volt 2011.

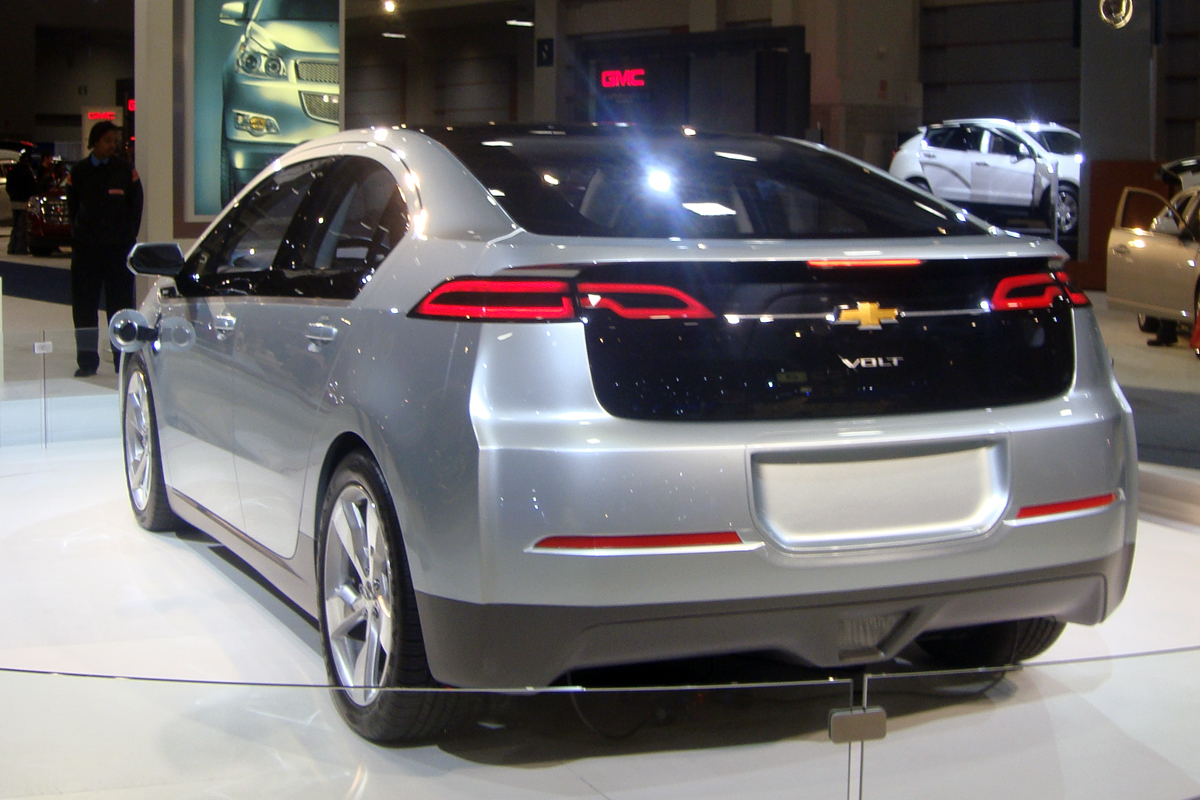
Vista posterior del Chevrolet Volt 2011.

La autonomía en modo exclusivamente eléctrico es poca si lo comparamos con modelos todo eléctricos, pero muy superior a la de modelos híbridos como la del Toyota Prius Plug-in) y cuando se descarga la batería, el motor de gasolina funciona como generador para recargar la batería, lo que aumenta su alcance hasta que se acabe el combustible. El 11 de agosto de 2009 General Motors anunció que esperaban que el Volt alcanzara un consumo de combustible en ciudad de 230 millas por galón (100 km por litro), calculada según la nueva metodología propuesta por la Agencia de Protección Ambiental de los Estados Unidos (EPA) para evaluar los vehículos híbridos eléctricos enchufables.
Modelo 2011/2012

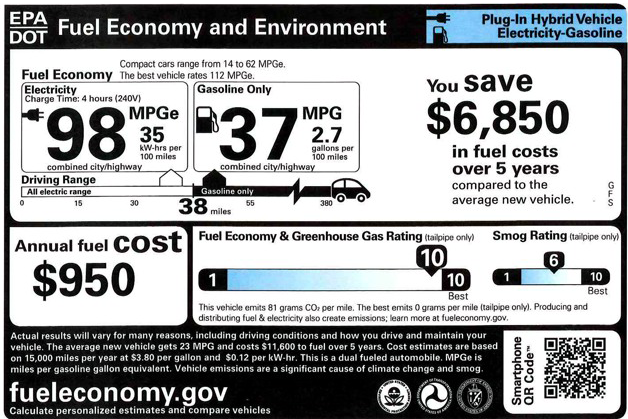
Etiqueta EPA del Chevrolet Volt de 2013

Según General Motors la autonomía sólo eléctrica varía de 40 a 80 km dependiendo del terreno, temperatura y forma de conducción.
La autonomía oficial de la Environmental Protection Agency (EPA) en modo sólo eléctrico es de 35 millas (56 km) con un consumo de energía de 36 kWh por cada 100 millas (810 kJ/km).
Estas cifras se basan en las pruebas de cinco ciclos usando varias condiciones de conducción y climatización. La autonomía total con un depósito de gasolina lleno y las baterías cargadas es de 379 millas (610 km).
El Volt tiene una capacidad nominal de batería usable de 10,3 kWh.
Modelo 2013/2014
Como resultado de una química de batería mejorada el modelo de 2013 consiguió una autonomía sólo eléctrica EPA de 38 millas (61 km) con un consumo de energía de 35 kWh por cada 100 millas (788 kJ/km).
La autonomía total con un depósito de gasolina lleno y las baterías cargadas es de 380 millas (612 km).

## Producción de vehículos de prueba
Los vehículos de prueba comenzaron a ser producidos en junio de 2009, en el Centro Técnico de Warren, Míchigan, y A finales del verano boreal 2009, será incrementada la producción de vehículos de prueba a 10 por semana, y hasta octubre se espera que 80 vehículos ya circulen como vehículos de prueba para uso de la prensa especializada y para realizar pruebas de calidad y seguridad. A mediados de agosto GM ya había fabricado 30 Volts los cuales se han probado en distintas condiciones.

## Mercados y precios

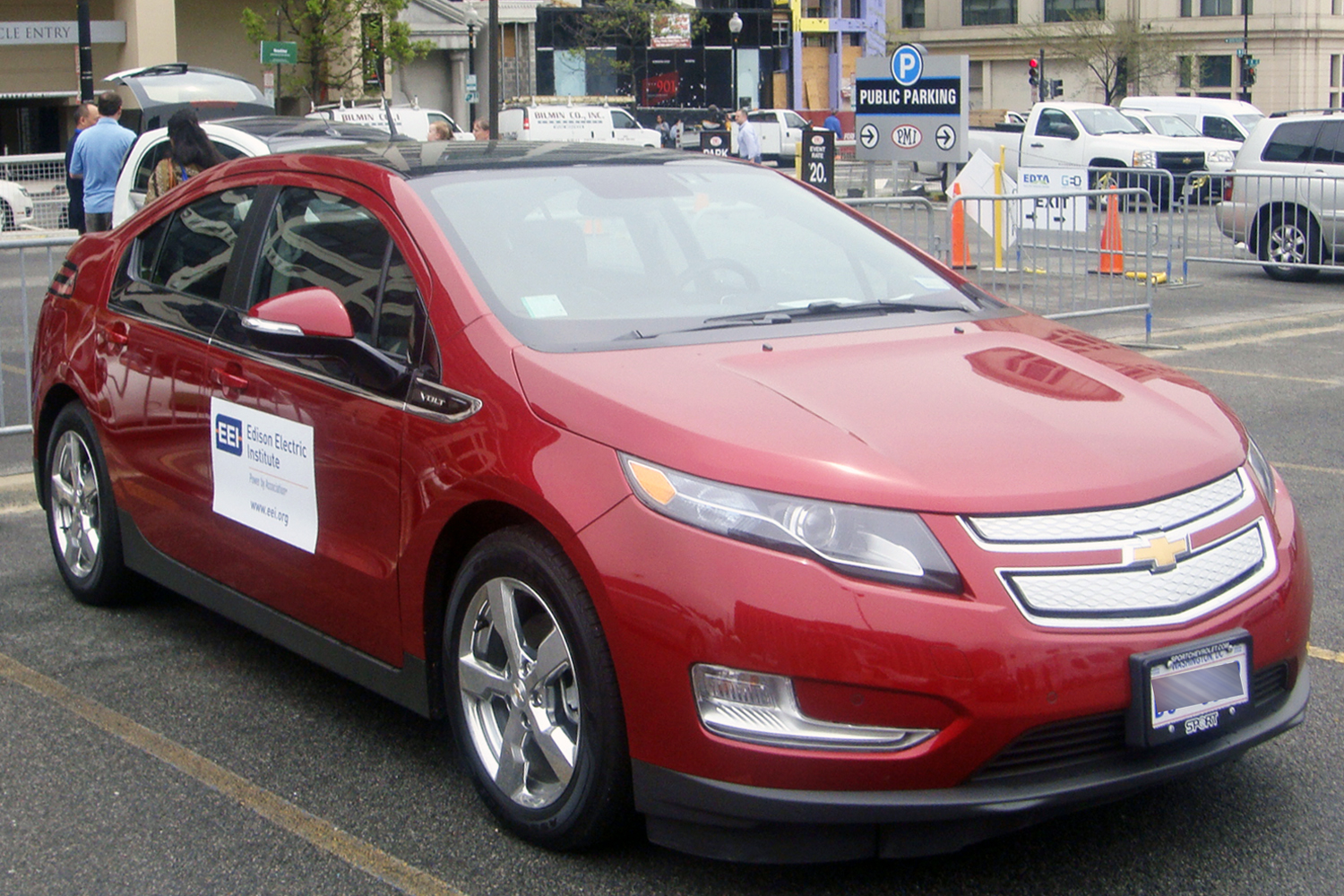
Chevrolet Volt

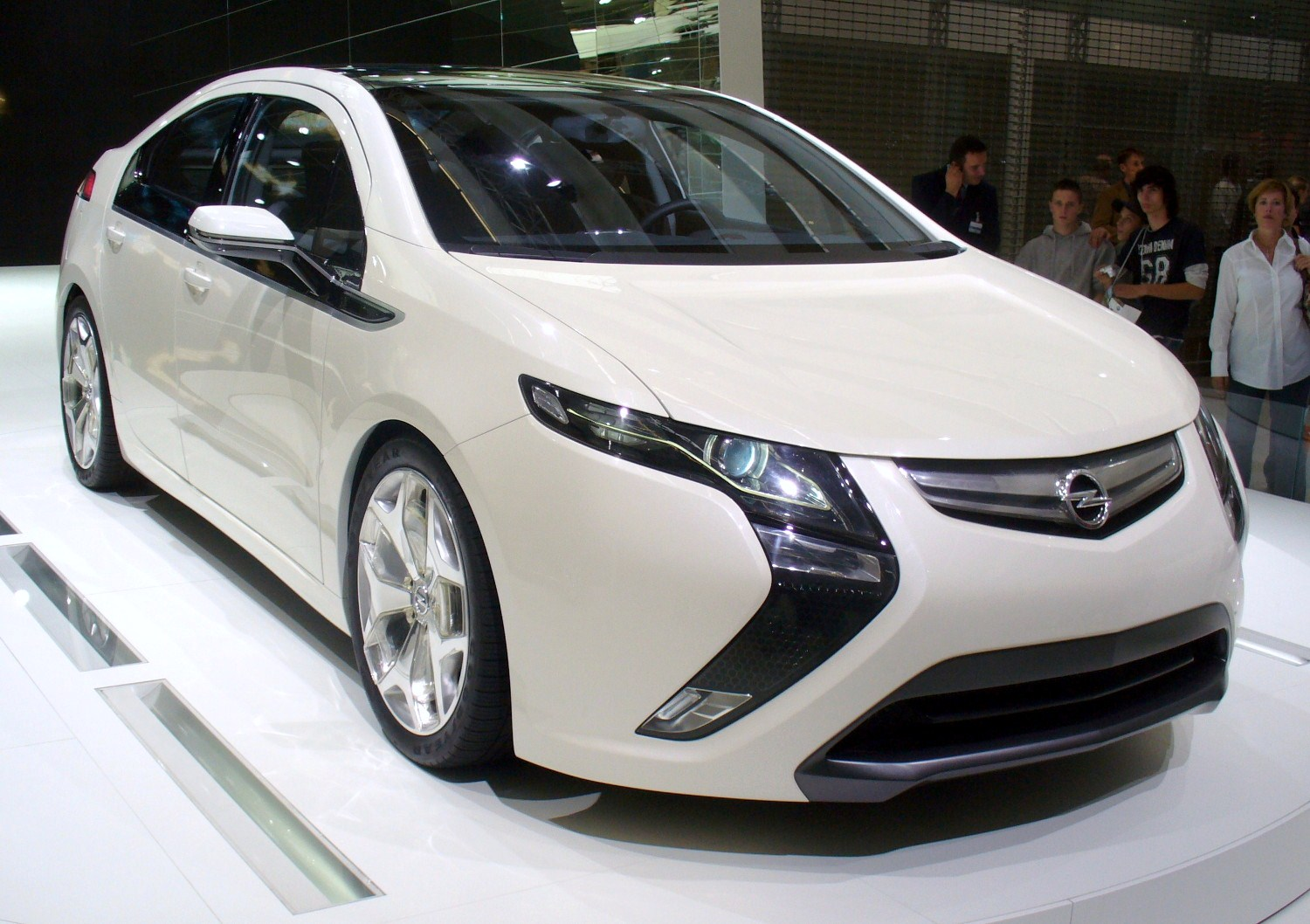
Opel Ampera

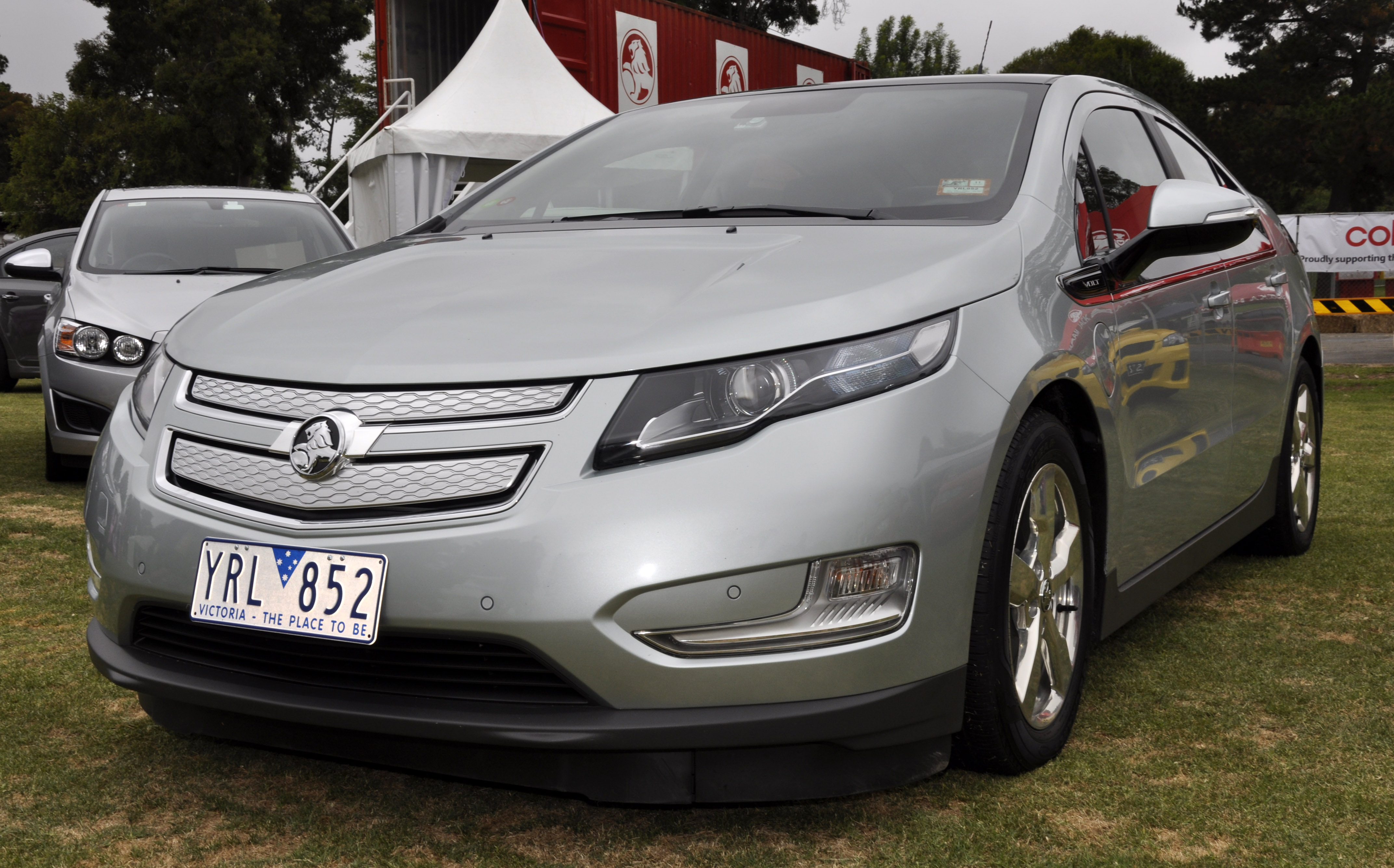
Holden Volt

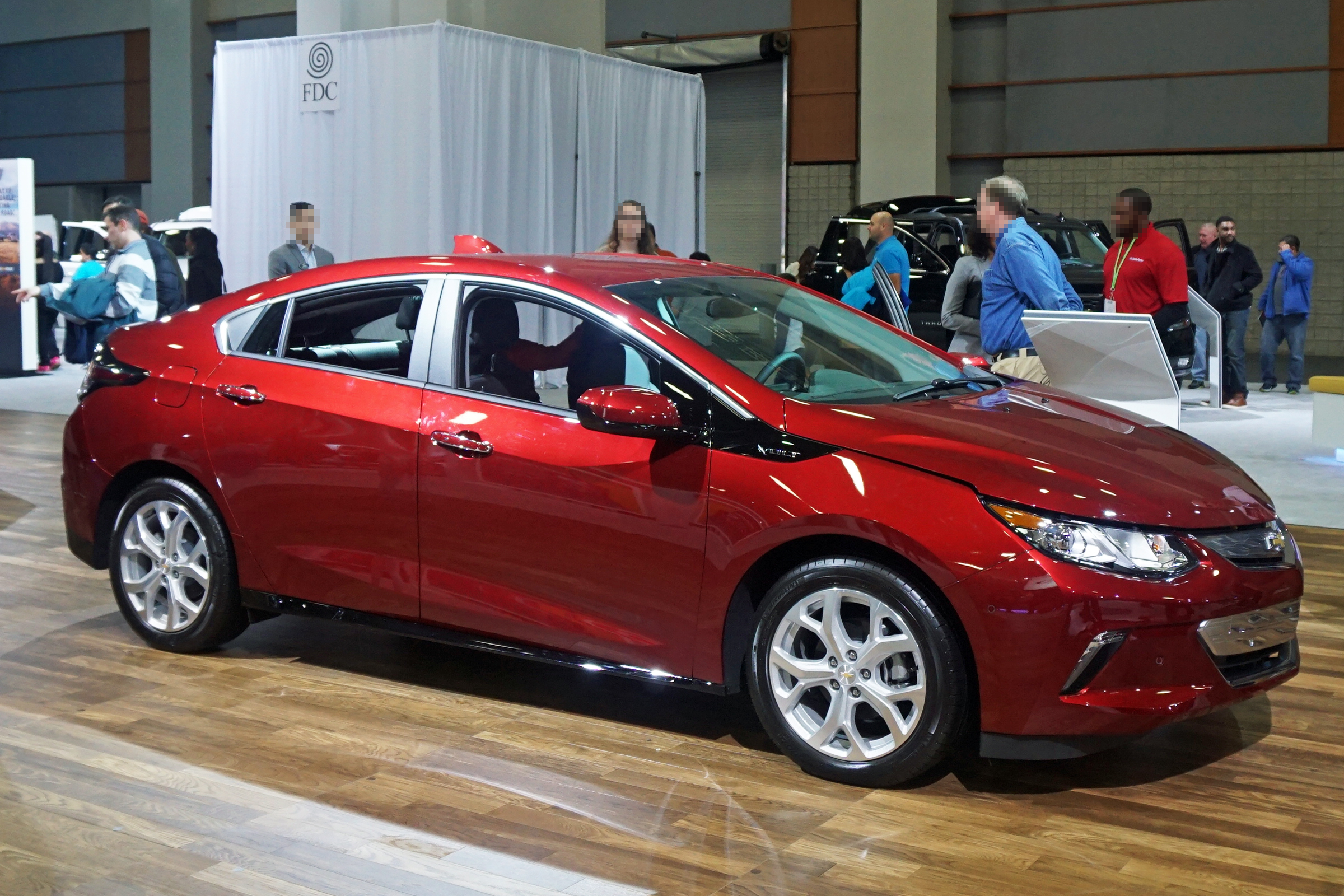
Segunda generación del Chevrolet Volt.

| Precio del Chevrolet Volt/Opel Ampera por mercado (precio bruto sin descontar incentivos o subsidios gunabernamentales) | Precio del Chevrolet Volt/Opel Ampera por mercado (precio bruto sin descontar incentivos o subsidios gunabernamentales) | Precio del Chevrolet Volt/Opel Ampera por mercado (precio bruto sin descontar incentivos o subsidios gunabernamentales) | Precio del Chevrolet Volt/Opel Ampera por mercado (precio bruto sin descontar incentivos o subsidios gunabernamentales) | Precio del Chevrolet Volt/Opel Ampera por mercado (precio bruto sin descontar incentivos o subsidios gunabernamentales) |
| País | Año modelo/Versión | Precio de venta | Equivalente US$(1) | Fecha/ lanzamiento |
| --- | --- | --- | --- | --- |
| Estados Unidos | 2011 Volt | US$40.280 | US$40.280 | Dic 2010 |
| Estados Unidos | 2012 Volt | US$39.995 | US$39.995 | Sep 2011 |
| Canadá | Chevrolet Volt | CA$41.545 | US$40,720 | Sep 2011 |
| Unión Europea · (Eurozona)(2)                                                                                           | Chevrolet Volt | €41.950 | US$54.290 | Nov 2011 |
| Unión Europea · (Eurozona)(2)                                                                                           | Opel Ampera | €42.900 | US$55.520 | Feb 2012 |
| Reino Unido | Vauxhall Ampera | £33.995 | US$52.475 | May 2012 |
| Reino Unido | Chevrolet Volt | £33.545 | US$51.785 | May 2012 |
| China | Chevrolet Volt | yuan498.000 | US$79.050 | No disponible |
| Australia | Holden Volt | No disponible | No disponible | 4Q 2012 |
| Notes (1): Tasas de cambio a 31 de diciembre de 2011. (2)El precio en los países de la Eurozona incluye el VAT          | | | | |

## Ventas
La familia Volt/Ampera es el vehículo híbrido eléctrico enchufable más vendido en el mundo, con más de 70 000 unidades vendidas en Norteamérica y Europa hasta enero de 2014. Estas cifras incluyen ventas de más de 8 000 Vauxhall/Opel Amperas en Europa. Las ventas del Volt son lideradas por los Estados Unidos, con 58 158 unidades vendidas hasta marzo de 2014.
La siguiente tabla presenta el detalle de las ventas de la familia Volt/Ampera en selectos mercados nacionales por año desde que el Chevrolet Volt fue lanzado en diciembre de 2010. Los vehículos para demostraciones y pruebas de manejo de los vendedores de carros no están incluidos en el cuadro.
| Ventas de la familia Chevrolet Volt/Ampera en mercados selectos entre 2010 y 2012 CYTD(1) (incluye los modelos Chevrolet Volt y Opel/Vauxhall Ampera)                                                       | Ventas de la familia Chevrolet Volt/Ampera en mercados selectos entre 2010 y 2012 CYTD(1) (incluye los modelos Chevrolet Volt y Opel/Vauxhall Ampera) | Ventas de la familia Chevrolet Volt/Ampera en mercados selectos entre 2010 y 2012 CYTD(1) (incluye los modelos Chevrolet Volt y Opel/Vauxhall Ampera) | Ventas de la familia Chevrolet Volt/Ampera en mercados selectos entre 2010 y 2012 CYTD(1) (incluye los modelos Chevrolet Volt y Opel/Vauxhall Ampera) | Ventas de la familia Chevrolet Volt/Ampera en mercados selectos entre 2010 y 2012 CYTD(1) (incluye los modelos Chevrolet Volt y Opel/Vauxhall Ampera) | Ventas de la familia Chevrolet Volt/Ampera en mercados selectos entre 2010 y 2012 CYTD(1) (incluye los modelos Chevrolet Volt y Opel/Vauxhall Ampera) | Ventas de la familia Chevrolet Volt/Ampera en mercados selectos entre 2010 y 2012 CYTD(1) (incluye los modelos Chevrolet Volt y Opel/Vauxhall Ampera) | Ventas de la familia Chevrolet Volt/Ampera en mercados selectos entre 2010 y 2012 CYTD(1) (incluye los modelos Chevrolet Volt y Opel/Vauxhall Ampera) | Ventas de la familia Chevrolet Volt/Ampera en mercados selectos entre 2010 y 2012 CYTD(1) (incluye los modelos Chevrolet Volt y Opel/Vauxhall Ampera) |
| País | Total familia Volt/Ampera 2010-2012(1) | Ventas acumuladas 2010-2012(1) | Ventas acumuladas 2010-2012(1) | Ventas 2012 CYTD(1) | Ventas 2012 CYTD(1) | Ventas 2011 | Ventas 2011 | Ventas 2010 |
| País | Total familia Volt/Ampera 2010-2012(1) | Volt | Ampera | Volt | Ampera | Volt | Ampera | Volt |
| --- | --- | --- | --- | --- | --- | --- | --- | --- |
| Estados Unidos | 27.306 | 27.306 | n.d. | 19.309 | n.d. | 7.671 | n.d. | 326 |
| Países Bajos | 2.416 | 241 | 2.175 | 234 | 2.167 | 7 | 8 | n.d. |
| Canadá | 1.350 | 1.350 | n.d. | 1.075 | n.d. | 275 | n.d. | n.d. |
| Alemania | 1.060 | 48 | 1.012 | 23 | 771 | 25 | 241 | n.d. |
| Reino Unido | 414 | 53 | 361 | 53 | 357 | n.d. | 4 | n.d. |
| Suiza | 356 | 103 | 253 | 77 | 238 | 26 | 15 | n.d. |
| Bélgica | 179 | 24 | 155 | 24 | 155 | n.d. | n.d. | n.d. |
| Francia | 179 | 30 | 149 | 30 | 149 | n.d. | n.d. | n.d. |
| Noruega | 123 | | 123 | | 123 | n.d. | n.d. | n.d. |
| Suecia | 98 | 26 | 72 | 26 | 72 | n.d. | n.d. | n.d. |
| España | 45 | 14 | 31 | 14 | 31 | n.d. | n.d. | n.d. |
| Dinamarca | 11 | | 11 | | 11 | n.d. | n.d. | n.d. |
| Total | 33.537 | 29.195 | 4.342 | 20.865 | 4.074 | 8.004 | 268 | 326 |
| Notes: n.d. = Modelo no disponible en ese mercado. (1) CYTD: Ventas durante el año en curso hasta 31 de octubre de 2012. Ventas en el Reino Unido, Bélgica y Suecia solo hasta el 30 de septiembre de 2012. | | | | | | | | |

## En la cultura popular
En Transformers: la venganza de los caídos, un Chevy Volt color azul eléctrico aparece como el modo vehículo del Autobot  Jolt.